# Фидлер, Иван Иванович (младший)
Иван Иванович Фидлер (нем. Fiedler; вариант фамилии: Фидлер (младший); также фр. Jean Fidler; 27 февраля 1890, Москва — 24 июля 1977, Париж) — архитектор, общественный деятель, масон; сын Ивана Фидлера (старшего), брат Георгия Фидлера.

## Биография
Иван Фидлер родился в 1890 году в Москве в семье педагога, директора реального училища Ивана Фидлера-старшего. В результате кровопролитного разгрома реального училища Фидлера — ставшего прологом к массовому вооруженному восстанию в Москве в 1905 году — отец Ивана был арестован, а затем бежал из под залога в Швейцарию. В 1905 году Иван Фидлер также уехал из России.
В 1914 году, окончил в Париже Высшую школу архитектуры, Иван Фидлер вернулся в Россию. Здесь он учился в Московском училище живописи, ваяния и зодчества (1914-15) и в Михайловском военном училище в Петрограде (1916). В 1919 году Фидлер прибыл в Архангельск во главе отряда Русского Красного Креста, но уже в 1920 году эвакуировался с Севера.
Иван Фидлер постоянно работал с академиком И. В. Жолтовским. В 1920 году он входил в Парижскую группу Партии народной свободы (кадеты). В 1926 году он жил в Аньере, затем — в Париже.
Во Франции Фидлер заведовал архитектурным кабинетом по восстановлению разрушенных во время войны жилых домов под Верденом (1921-23). В 1925 году он открыл свое бюро в Париже, в котором работал в сотрудничестве с А. Л. Поляковым и своей дочерью (?). Фидлер участвовал в реконструкции спортивных сооружений: «Racing club» (1922) и стадиона «Rolland Garros» (1928). Он также проектировал жилые дома на avenue Albert de Mun (1935) и на avenue Paul Doumer (1936), виллы для известных людей в престижных районах Парижа и его пригородах. Кроме того Иван Иванович оформлял интерьеры ночных ресторанов («Montecristo», «Mon-Seigneur», кабаре «1830»).
В 1937 Фидлер был членом жюри на конкурсе «Мисс Россия», организованном журналом «Иллюстрированная Россия». Он также был участником Осеннего салона в 1940 году. С 6 июля 1946 по 1947 год Иван Фидлер был членом административного совета Русского музыкального общества за рубежом (РМОЗ). С июля 1963 он был член Технической комиссии Особого комитета по сбору средств на ремонт Свято-Александро-Невского собора, а в 1964 году стал главным архитектором при этом ремонте. С 26 июня 1964 года (момента образования) — председатель Технической комиссии для помощи русским зарубежным организациям при Союзе русских инженеров.
Фидлер являлся архитектором проекта памятника А. С. Пушкину в Париже (не установлен).
Умер в 1977 году; похоронен на кладбище Банье.

### В масонстве
Иван Фидлер был посвящён в степень ученика в русской парижской ложе «Гермес» № 535 (ВЛФ) 27 июля 1926 года; возвышен во вторую степень 26 марта 1927 года; возведён в степень мастера-масона 29 октября 1927 года. В дальнейшем он занимал практически все должности в ложе: эксперт с 5 октября 1926 года, дародатель с 26 февраля 1927 года, обрядоначальник в 1930 году, второй страж в 1931 году. Фидлер был депутатом в Великой ложе Франции в 1931-33 и в 1936 годах; досточтимый мастер в 1932-34, 1936-40 и в 1946 годах. Почётный досточтимый мастер с 1935 года.
Был реинтегрирован (восстановлен) 7 апреля 1945 года. Иван Фидлер стал хранителем печати и архива в 1951 году, судебным делегатом в 1952-56 годах, привратником в 1953-55 годах. На его квартире часто, в 1954-55 годах, проходили собрания ложи. Кроме того, он был оратором в 1954 году и хранителем печати в 1956 году.

## Произведения
- Штандарт («знамя») масонской ложи «Гермес» (1927).